# Kabinet-Gladstone I
Het kabinet–Gladstone I was de uitvoerende macht van de Britse overheid van 3 december 1868 tot 20 februari 1874.
| Ambtsbekleder                  | Ambtsbekleder                  | Ambtsbekleder                                        | Functie                               | Ambtstermijn     | Ambtstermijn     | Partij        |
| ------------------------------ | ------------------------------ | ---------------------------------------------------- | ------------------------------------- | ---------------- | ---------------- | ------------- |
|                                | William Ewart Gladstone        | William Ewart Gladstone (1809–1898)                  | Premier                               | 3 december 1868  | 20 februari 1874 | Liberal Party |
| Leader of the House of Commons | William Ewart Gladstone        | William Ewart Gladstone (1809–1898)                  |                                       | 3 december 1868  | 20 februari 1874 | Liberal Party |
| Minister van Financiën         | William Ewart Gladstone        | William Ewart Gladstone (1809–1898)                  | 10 augustus 1873                      |                  | 20 februari 1874 | Liberal Party |
| Minister van Financiën         |                                | Robert Lowe                                          | Robert Lowe (1811–1892)               | 3 december 1868  | 10 augustus 1873 | Liberal Party |
|                                | George Villiers                | Graaf van Clarendon George Villiers (1800–1870)      | Minister van Buitenlandse Zaken       | 3 december 1868  | 27 juni 1870     | Liberal Party |
|                                |                                |                                                      | Minister van Buitenlandse Zaken       | Vacant           |                  |               |
|                                | Granville Leveson-Gower        | Graaf Granville Granville Leveson-Gower (1815–1891)  | Minister van Buitenlandse Zaken       | 1 juli 1870      | 20 februari 1874 | Liberal Party |
| Leader of the House of Lords   | Granville Leveson-Gower        | Graaf Granville Granville Leveson-Gower (1815–1891)  | 3 december 1868                       |                  | 20 februari 1874 | Liberal Party |
|                                | Henry Bruce                    | Baron Aberdare Henry Bruce (1815–1895)               | Minister van Binnenlandse Zaken       | 3 december 1868  | 10 augustus 1873 | Liberal Party |
|                                | Robert Lowe                    | Robert Lowe (1811–1892)                              | Minister van Binnenlandse Zaken       | 10 augustus 1873 | 20 februari 1874 | Liberal Party |
|                                | George Robinson                | Markies van Ripon George Robinson (1827–1909)        | Lord President of the Council         | 3 december 1868  | 10 augustus 1873 | Liberal Party |
|                                | Henry Bruce                    | Baron Aberdare Henry Bruce (1815–1895)               | Lord President of the Council         | 10 augustus 1873 | 20 februari 1874 | Liberal Party |
|                                | John Wodehouse                 | Graaf van Kimberley John Wodehouse (1826–1902)       | Lord Privy Seal                       | 3 december 1868  | 1 juli 1870      | Liberal Party |
|                                | Charles Wood                   | Burggraaf Halifax Charles Wood (1800–1885)           | Lord Privy Seal                       | 1 juli 1870      | 20 februari 1874 | Liberal Party |
|                                | William Wood                   | Baron Hatherley William Wood (1801–1881)             | Lord Chancellor                       | 3 december 1868  | 15 oktober 1872  | Liberal Party |
|                                | Roundell Palmer                | Graaf van Selborne Roundell Palmer (1812–1895)       | Lord Chancellor                       | 15 oktober 1872  | 20 februari 1874 | Liberal Party |
|                                | Edward Cardwell                | Edward Cardwell (1813–1886)                          | Minister voor Oorlog                  | 3 december 1868  | 20 februari 1874 | Liberal Party |
|                                | Hugh Childers                  | Hugh Childers (1827–1896)                            | Minister voor de Marine               | 3 december 1868  | 11 maart 1871    | Liberal Party |
|                                | George Goschen                 | George Goschen (1831–1907)                           | Minister voor de Marine               | 11 maart 1871    | 20 februari 1874 | Liberal Party |
|                                | John Bright                    | John Bright (1811–1889)                              | Minister van Handel                   | 3 december 1868  | 10 januari 1871  | Liberal Party |
|                                | Chichester Parkinson-Fortescue | Chichester Parkinson- Fortescue (1823–1898)          | Minister van Handel                   | 10 januari 1871  | 20 februari 1874 | Liberal Party |
|                                | Granville Leveson-Gower        | Graaf Granville Granville Leveson-Gower (1815–1891)  | Minister voor Koloniale Zaken         | 3 december 1868  | 1 juli 1871      | Liberal Party |
|                                | John Wodehouse                 | Graaf van Kimberley John Wodehouse (1826–1902)       | Minister voor Koloniale Zaken         | 1 juli 1871      | 20 februari 1874 | Liberal Party |
|                                | George Campbell                | Hertog van Argyll George Campbell (1823–1900)        | Minister voor Brits-Indië             | 3 december 1868  | 20 februari 1874 | Liberal Party |
|                                | Hugh Childers                  | Hugh Childers (1827–1896)                            | Kanselier van het Hertogdom Lancaster | 3 december 1868  | 3 september 1873 | Liberal Party |
|                                | John Bright                    | John Bright (1811–1889)                              | Kanselier van het Hertogdom Lancaster | 3 september 1873 | 20 februari 1874 | Liberal Party |
|                                | Chichester Parkinson-Fortescue | Chichester Parkinson- Fortescue (1823–1898)          | Minister voor Ierland                 | 3 december 1868  | 10 januari 1871  | Liberal Party |
|                                | Spencer Cavendish              | Markies van Hartington Spencer Cavendish (1833–1908) | Minister voor Ierland                 | 10 januari 1871  | 20 februari 1874 | Liberal Party |
|                                | Spencer Cavendish              | Markies van Hartington Spencer Cavendish (1833–1908) | Minister van Posterijen               | 3 december 1868  | 10 januari 1871  | Liberal Party |
|                                | William Monsell                | William Monsell (1812–1894)                          | Minister van Posterijen               | 10 januari 1871  | 30 november 1873 | Liberal Party |
|                                | Lyon Playfair                  | Lyon Playfair (1818–1898)                            | Minister van Posterijen               | 30 november 1873 | 20 februari 1874 | Liberal Party |

Russell I ·
Smith-Stanley I ·
Hamilton-Gordon ·
Temple I ·
Smith-Stanley II ·
Temple II ·
Russell II ·
Smith-Stanley III ·
Disraeli I ·
Gladstone I ·
Disraeli II ·
Gladstone II ·
Gascoyne-Cecil I ·
Gladstone III ·
Gascoyne-Cecil II ·
Gladstone IV ·
Primrose ·
Gascoyne-Cecil III ·
Gascoyne-Cecil IV ·
Balfour ·
Campbell-Bannerman ·
Asquith I ·
Asquith II ·
Asquith III ·
Asquith IV ·
Lloyd George I ·
Lloyd George II ·
Law ·
Baldwin I ·
MacDonald I ·
Baldwin II ·
MacDonald II ·
MacDonald III ·
MacDonald IV ·
Baldwin III ·
Chamberlain I ·
Chamberlain II ·
Churchill I ·
Churchill II ·
Attlee I ·
Attlee II ·
Churchill III ·
Eden ·
Macmillan I ·
Macmillan II ·
Douglas-Home ·
Wilson I ·
Wilson II ·
Heath ·
Wilson III ·
Callaghan ·
Thatcher I ·
Thatcher II ·
Thatcher III ·
Major I ·
Major II ·
Blair I ·
Blair II ·
Blair III ·
Brown ·
Cameron I ·
Cameron II ·
May I ·
May II ·
Johnson I ·
Johnson II ·
Truss ·
Sunak ·
Starmer